# Чумешть
Чумешть, Чумешті (рум. Ciumești) — село у повіті Сату-Маре в Румунії. Адміністративний центр комуни Чумешть.
Село розташоване на відстані 461 км на північний захід від Бухареста, 43 км на захід від Сату-Маре, 136 км на північний захід від Клуж-Напоки.

## Населення
За даними перепису населення 2002 року у селі проживали 1238 осіб.
Національний склад населення села:
| Національність | Кількість осіб | Відсоток |
| -------------- | -------------- | -------- |
| угорці         | 1029           | 83,1%    |
| румуни         | 126            | 10,2%    |
| німці          | 47             | 3,8%     |
| цигани         | 36             | 2,9%     |

Рідною мовою назвали:
| Мова      | Кількість осіб | Відсоток |
| --------- | -------------- | -------- |
| угорська  | 1114           | 90,0%    |
| румунська | 122            | 9,9%     |